# Reg Saunders

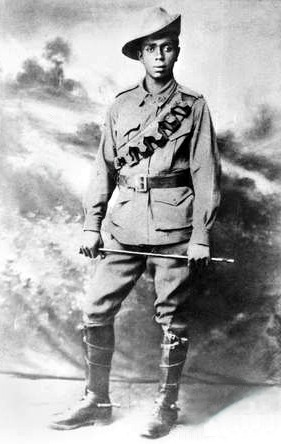
Reg Saunders.

Reginald Walter « Reg » Saunders, né le 7 août 1920 à Framlingham et mort le 2 mars 1990 à Sydney, est le premier aborigène d'Australie à devenir officier dans l'armée australienne.
Il a participé à la Seconde Guerre mondiale et à la guerre de Corée.